# Bankinter
Bankinter — испанский коммерческий банк, основанный в 1965 году, как совместное предприятие между Banco Santander и Bank of America, называвшееся Banco Intercontinental Español. В 1990 году название было сокращено до Bankinter. Сейчас ни один из вышеупомянутых банков не является акционером. Помимо банковского обслуживания занимается также управлением активами, выпуском кредитных карт и страхованием. На конец 2020 года у банка было 446 отделений, имеется дочерний банк в Португалии, купленный в апреле 2016 года у Barclays, на него приходится около 8 % выручки Bankinter.
Крупнейшими акционерами являются компании Cartival, S.A. (23,19 %) и Corporación Masaveu, S.A. (5 %).